# 한국근·현대사 (교과목)
한국근·현대사는 대한민국의 고등학교 선택 과목에 7차 교육과정으로 시행되었던 한국사 교과목이다. 2002년에 고등학교에 입학한 학생부터 2010년에 고등학교에 입학하는 학생까지 적용되는 한국사 교과목이다.
이 교과목은 일반적으로 1863년 대원군 집권부터 대한제국, 일제강점기, 광복과 대한민국 정부 수립 및 그 이후 현대까지를 주로 다루고 있다. 2005학년도부터 2013학년도까지 대학수학능력시험 사회탐구 영역의 11개 선택과목 중 하나이기도 하였다.
2009 개정 교육과정이 도입된 2011년 이후에는 한국사와 통합되어, 한국근·현대사는 사라지게 된다.

## 편향성 논란
뉴라이트 세력을 대표하는 교과서 포럼은 2008년 들어 금성출판사에서 출판한 한국근현대사 교과서 등에 대한 좌편향되었다고 주장하나, 한국사 학계는 이를 인정하지 않고 있다.
2004년에 국사편찬위원회와 역사학자들이 편향성이 없다고 결론을 내린적이 있다. 교육과학기술부는 2008년에 다시 검토를 의뢰하였으나, 국사편찬위원회는 두루뭉술한 교과서 제작 가이드라인만 제시하고, 확실하게 편향성을 지녔다는 보고서를 내놓지 않았다.

## 같이 보기
- 한국의 역사
- 한국사 (교과목)
- 대한민국의 고등학교 교과목

## 읽을 거리
- 논쟁하는 대한민국사62